# 1338 Duponta
Duponta (asteróide 1338) é um asteróide da cintura principal, a 2,0089932 UA. Possui uma excentricidade de 0,1125923 e um período orbital de 1 244,17 dias (3,41 anos).
Duponta tem uma velocidade orbital média de 19,79543775 km/s e uma inclinação de 4,81453º.
Esse asteróide foi descoberto em 4 de Dezembro de 1934 por Louis Boyer.